# Lavandula angustifolia
Lavande officinale, Lavande vraie, Lavande à feuilles étroites
Espèce
Statut de conservation UICN

 LC  : Préoccupation mineure
Lavandula angustifolia Mill., la Lavande officinale, Lavande vraie ou Lavande à feuilles étroites, est une espèce de plantes à fleurs de la famille des Lamiaceae. C'est un sous-arbrisseau  qui est apprécié pour son odeur. C'est la plus appréciée des lavandes pour la qualité olfactive de son huile essentielle. À l'état sauvage, elle pousse surtout en Provence mais elle peut être cultivée dans des régions plus septentrionales, d'autant qu'il en existe de nombreux cultivars.
Noms anciens : L. officinalis, L. vera. Autres noms usuels : lavande anglaise (certains auteurs préférant donner ce nom à l'espèce L. dentata), lavande des Alpes, lavande fine (et espic en provençal, casidounne en normand).

## Description

### Port général

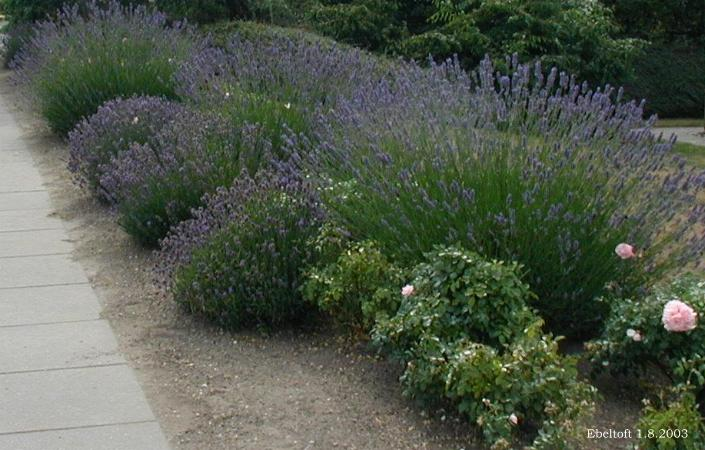
On peut observer ici deux ports différents dans un jardin.

La Lavande officinale est une plante vivace, qui prend la forme d’un sous-arbrisseau. Elle est composée de hampes florales comportant un seul épi. Elle mesure 30 à 60 cm de haut,,.

### Appareil végétatif
La racine est une racine pivotante.
La tige est ligneuse, longue, quadrangulaire, étroite et de couleur gris-vert. Elle est dépourvue de feuille sur une grande portion en dessous de l’inflorescence.
Les feuilles sont opposées décussées, parfois verticillées, simples et entières, de couleur gris vert. Elles sont de forme allongée et pointue dont le bord est roulé et mesurent 3 à 5 cm de long. Les feuilles, persistantes et aromatiques, comportent des poils tecteurs non glanduleux. Il n’y a pas de stipules,,.

### Appareil reproducteur
Les inflorescences sont situées à l’aisselle des feuilles supérieures. Ce sont des épis composés de 6 à 10 groupes de fleurs. Les fleurs inférieures sont séparées des supérieures. Les fleurs comportent un calice composé de cinq sépales soudés, couverts de poils. Les fleurs sont composées d’une corolle bilabiée, dont une lèvre est composée de deux pétales (lèvre supérieure bifide), et l’autre lèvre de trois pétales (lèvre inférieure trilobée). Les cinq pétales sont soudés et de couleur bleue-violacée. Les fleurs sont hermaphrodites. Elles possèdent quatre étamines didynames (deux grandes et deux petites) soudées par les filets. Le gynécée, quant à lui, repose sur un disque nectarifère et comprend deux carpelles soudés par les styles (un seul style) tandis que deux stigmates sont visibles. L’ovaire biloculaire est supère et chaque loge contient un ovule à placentation axile. La fleur est sous-tendue par une bractée. Les fleurs de la Lavande vraie sont entomophiles. Les insectes sont attirés par son odeur et sa couleur. La graine est exalbuminée. Le fruit est un tétrakène dont les quatre parties sont ovales,,.
Lavandula latifolia contient 2n= 50 chromosomes alors que Lavandula angustifolia en contient 2n= 48, raison pour laquelle leur hybride appelé Lavandin est stérile.

## Écologie

### Région d’origine et régions où la plante s’est naturalisée

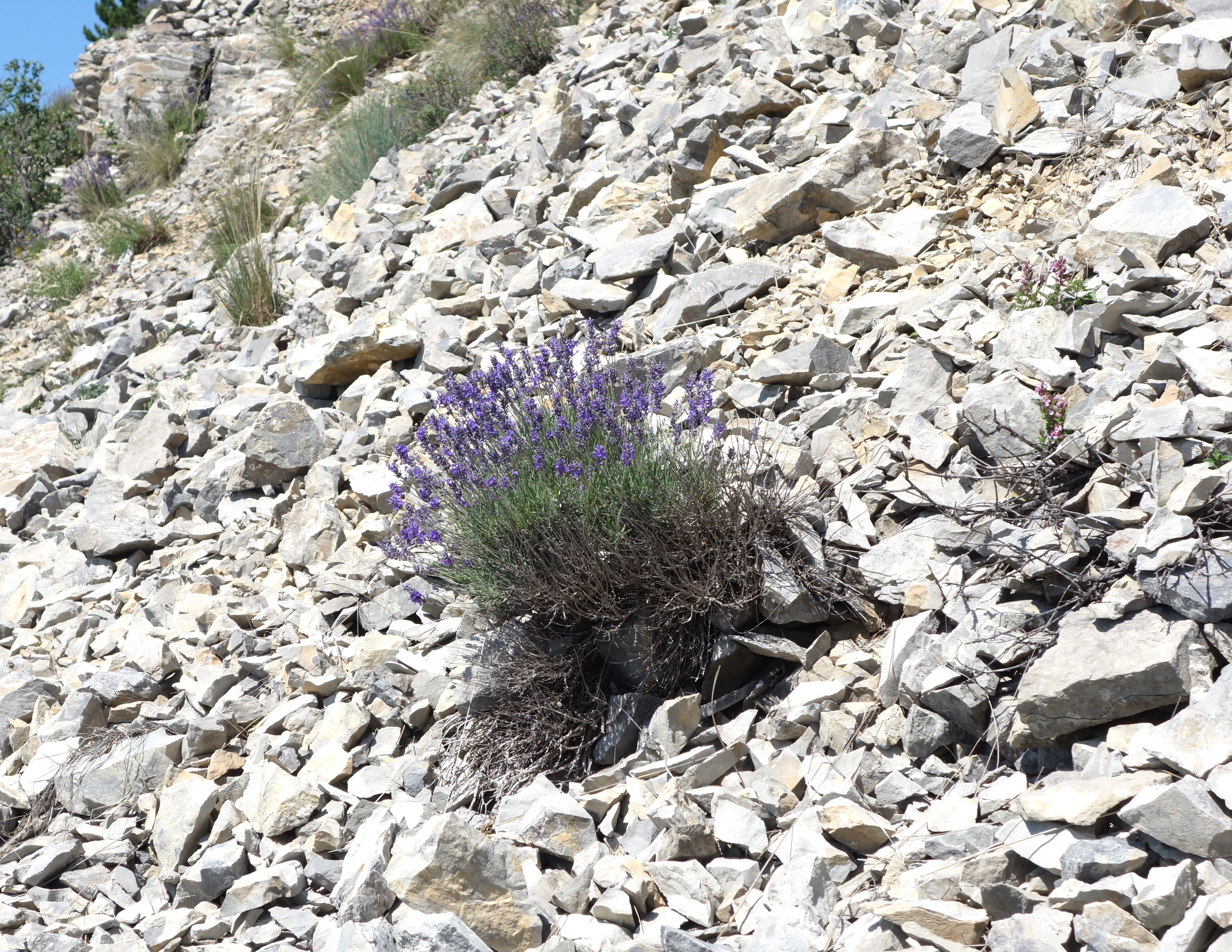
Plant de Lavande officinales dans un éboulis calcaire aux environs de 1550 m d'altitude, dans les Alpes-de-Haute-Provence.

Les zones montagneuses et ensoleillées de Méditerranée sont les lieux d’origine de l’espèce. Elle est naturalisée en Europe, Australie, États-Unis et au Canada.

### Habitat
L’espèce apprécie surtout les emplacements ensoleillés, les sols calcaires drainés, pauvres et secs ou un peu frais. Elle s'accommode de divers types de sols, sauf de ceux qui seraient exagérément humides. Toutes les parties de la plante témoignent d'une excellente adaptation à un milieu sec et aride. Les racines notamment, sont nombreuses et s'enfoncent profondément dans le sol, à la recherche d'un maximum de fraîcheur durant l'été. Elle apprécie également les sols à pH neutres ou alcalin.

### Ravageurs
La Lavande vraie est convoitée par divers insectes ravageurs : Cecidomyie de la Lavande officinale et du Lavandin (Resseliella lavandulae), la Garluruque (Arima marginata), chenilles tordeuses (Eulia polita), des pucerons (Eucaria elegans, Aphis spp...).

## Propriétés
La Lavande officinale contient diverses molécules qui ont un intérêt médicinal, dont le linalol, l’acétate de linalyle, du limonène, du cinéole, de l’eugénol... Ces substances sont issues de pigments attractifs pour les butineurs. Généralement, la fleur est distillée afin d’obtenir de l’huile essentielle qui a de multiples vertus. Ainsi, la Lavande vraie peut être utilisée comme calmant, antidépressif et sédatif. Elle est aussi utilisée comme antalgique, anti-inflammatoire, antiseptique et cicatrisant. Elle est également antibactérienne.
L’utilisation d’huile essentielle de lavande sur la peau peut provoquer des problèmes cutanés, tels que de l’eczéma. La lavande est également neurotoxique en cas d’ingestion de grandes quantités[réf. souhaitée].

## Utilisation

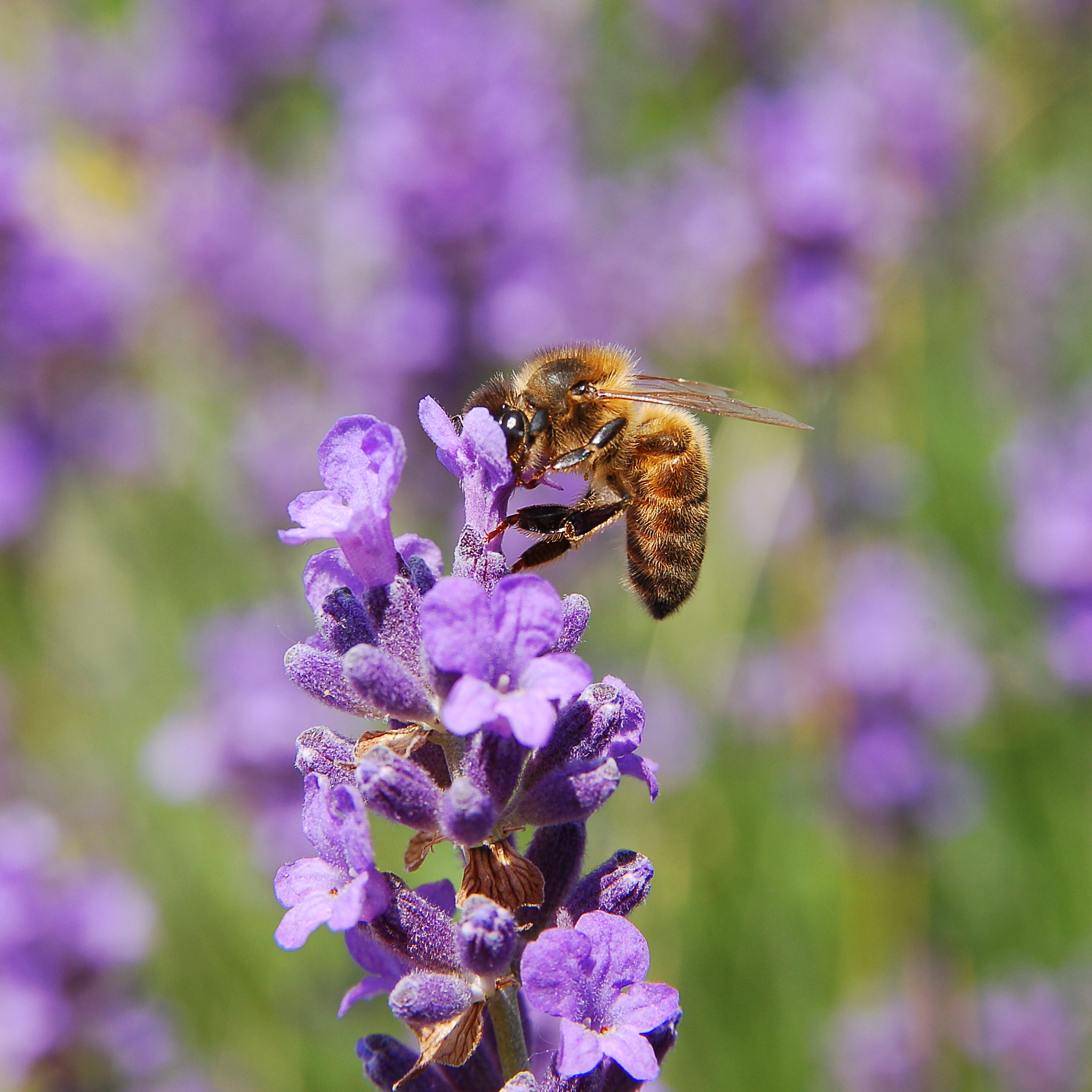
Une abeille à miel (Apis mellifera) butinant les fleurs de Lavande vraie (Lavandula angustifolia).

La Lavande officinale est utilisée dans de nombreux domaines. En effet, elle est notamment intéressante pour le domaine de la médecine, et est régulièrement utilisée sous forme d’huile essentielle. Elle est également utilisée pour l’ornementation sous forme de bouquets, ou dans les parfums, savons et autres produits cosmétiques pour son odeur agréable. La Lavande vraie est une plante mellifère et est fréquemment utilisée comme épice en cuisine. 

## Culture

### Méthode de culture
Il existe deux types de culture. La lavande de population provient de semis (graines). La culture est donc hétérogène d’un point de vue génétique. La lavande clonale, quant à elle, provient de boutures. Cette technique permet l’obtention de cultures homogènes d’un point de vue génétique ainsi que l’obtention de lavandes qui fleurissent au même moment. Les plantes utilisées pour le bouturage ont été sélectionnées pour certaines qualités qui seront alors transférées aux nouveaux plants.
Les semis se réalisent vers mars et avril. Les lignes de plantation mesurent une trentaine de centimètres en largeur. Deux lignes sont séparées par 1,5 mètre. La densité est de 12 000 à 15 000 plants par hectare pour la Lavandula angustifolia. Un binage plusieurs fois par an est nécessaire, notamment en avril, juin et septembre. La floraison se produit entre fin juin et début juillet. La Lavandula angustifolia est récoltée lorsque la fleur est fanée aux trois quarts.
Dans le cas de la réalisation d’huile essentielle, le rendement est le meilleur entre la quatrième et la sixième année du champ, bien que les plants de lavandes commencent à produire à partir de la deuxième année. De plus, la composition chimique de l’huile essentielle varie au cours de la journée. L’heure de récolte de la lavande est donc primordiale. Il existe deux types de récolte. La récolte en vert broyé consiste à hacher les fleurs fraîchement récoltées et à entamer directement le processus de distillation. La récolte traditionnelle, quant à elle, impose un séchage des fleurs à même le champ juste après la coupe des fleurs. La distillation n’est alors réalisée qu’après environ deux jours de séchage.
Un champ de lavande peut rester en place environ 10 ans. Après ce délai, des cultures de rotation de légumineuses ou céréales sont généralement introduites pendant 2 à 4 ans.

### Ennemis (maladies, ravageurs)
Le dépérissement de la Lavande vraie est dû, dans de nombreux cas, à une cicadelle (Hyalesthes obsoletus) qui transmet le phytoplasme du Stolbur (Candidatus Phytoplasma solani). La plante atteinte s’assèche et meurt car ce micro-organisme pathogène se développe dans les tissus et empêche la sève de circuler. Il existe peu de moyens de lutte. En effet, les larves de la cicadelle sont hors d'atteinte des insecticides classiques car elles vivent en profondeur dans le sol. L’utilisation de plantes saines et résistantes à l’asséchement peut aider à faire face à ce parasite. La mise en place de filets au-dessus des cultures permet quant à elle d’éviter les contacts entre la lavande et la cicadelle adulte, et la rotation des cultures interrompt le cycle de vie des cicadelles.

## Aspects économiques

### Production
La Lavandula angustifolia est produite principalement en France (dans le pays de Sault dans le Vaucluse) et produit de 10 à 20 kg d'huile essentielle par hectare. Elle est très parfumée et sert pour la parfumerie, la cosmétique et la pharmacie. La production s'élève à 35 tonnes par an.
Dans la Drôme provençale, les producteurs sont spécialisés dans les lavandes pour bouquets. Le reste de la production se situe dans les Cévennes, les Pyrénées, les Hautes-Alpes et les Alpes-de-Haute-Provence entre 600 et 2 000 m d’altitude.
Les cultures de lavande ont diminué de 40 % (en superficie) entre 1980 et 1990.
Les fleurs sont cueillies en été et utilisées pour la fabrication d'huile essentielle. Le rendement moyen se situe entre 15 et 35 kg HE/ha.

### Réglementation, subvention
Depuis 1981, la Lavande vraie fait l’objet d’une appellation d’origine contrôlée (AOC) : Lavande fine de Haute-Provence, afin de lutter contre la concurrence des essences étrangères et identifier une production de haute qualité. Les plantes doivent être sur une aire géographique située à une altitude minimale de 800 m et seulement dans certains départements : Vaucluse, Drôme, Alpes-de-Haute-Provence et Hautes-Alpes. Au total, 284 communes y participent.

## Aspects culturels et historiques

### Histoire
Les Égyptiens imbibaient des tissus de coton avec de la lavande lors des momifications. Grecs et Romains l’appréciaient pour son parfum et pour ses vertus thérapeutiques. Le nom lavande vient du latin lavare, car les Romains parfumaient leurs bains avec cette plante. Au Moyen-Âge, la Lavandula angustifolia, était considérée comme une plante magique aphrodisiaque. Les effluves de la plante, et son arôme, adoucissaient le cœur, créaient une ambiance harmonieuse et prédisposaient à l'amour. Il était courant de mettre quelques brins dans les lettres d'amour afin de faire rêver l'être aimé. Ses fleurs mêlées à celles de la Violette odorante, cousues dans les oreillers, prédisposent à l'amour grâce à leurs effluves sensuelles1. Elle était également utilisée pour combattre la peste.
Autrefois, on récoltait la lavande à la faucille. Les cueilleurs étaient munis d’un sac en toile en bandoulière, la saquette, dans laquelle ils déposaient les poignées de lavande. En 1952, Félix Eysseric invente la première machine coupeuse de lavande.

### Usage social (religion)
La lavande est souvent mentionnée dans la Bible, non par le nom de lavande, mais plutôt par le nom utilisé à l'époque : nard (du nom grec de lavande, naardus, d'après la ville syrienne Naarda). La plante est également considérée comme une garantie sainte contre le mal. Dans beaucoup de maisons chrétiennes, une croix de lavande était accrochée sur la porte d'entrée en guise de protection.

### Croyances
Au Pallars, la lavande a été utilisée comme protectrice du foyer. Avec la partie supérieure de la plante, on confectionnait une croix pour les portes de maisons qui protégeait contre les maladies et la fatalité. On l’utilisait aussi comme talisman contre les calamités climatiques : le mélange lavande (Lavandula angustifolia), sureau (Sambucus nigra L.) et thym (Thymus vulgaris) s’utilisait en fumigation sèche pour prévenir les tempêtes.
Portée contre le cœur elle a pour réputation de stimuler les sentiments naissants. Brûlée dans une maison, elle y fera régner la paix. Respirée, elle est favorable à l'état méditatif, elle aide à se débarrasser des dépendances (au tabac par exemple) et enfin avant l'endormissement elle offre non seulement un sommeil réconfortant mais aussi permet des rêves clairvoyants.

## Liste des sous-espèces
Selon World Checklist of Selected Plant Families (WCSP) (1 oct. 2012) :
- Lavandula angustifolia Mill. (1768)
  - sous-espèce Lavandula angustifolia subsp. angustifolia (1768) , Gard. Dict. ed. 8 2.
  - sous-espèce Lavandula angustifolia subsp. pyrenaica (DC.) Guinea (1972), Bot. J. Linn. Soc. 65: 263.

Selon NCBI (1 oct. 2012) :
- sous-espèce Lavandula angustifolia subsp. angustifolia

## Synonymes
Selon "The Plant List" 1er juin 2013
- Lavandula angustifolia subsp. angustifolia

- - Lavandula angustifolia f. albiflora (Rehder) , 2004, Taxonomania 14: 5
  - Lavandula angustifolia var. delphinensis (Jord. ex Billot) O.Bolòs & Vigo , 1983, Collect. Bot. (Barcelona) 14: 95
  - Lavandula delphinensis Jord. ex Billot , 1859, Cent. 27, 28: 4
  - Lavandula fragrans Salisb. , 1796, Prodr. Stirp. Chap. Allerton 78
  - Lavandula minor Garsault [Invalid] , 1764, Fig. Pl. Méd. t. 331
  - Lavandula officinalis Chaix , 1785, Pl. Vapinc. 51
  - Lavandula officinalis f. albiflora Rehder ,  1939, J. Arnold Arbor. 20: 428
  - Lavandula officinalis var. delphinensis (Jord. ex Billot) Rouy , 1909, Fl. France 11: 255
  - Lavandula spica L. , 1753, Sp. Pl. 572
  - Lavandula spica var. angustifolia (Ging.) Briq , 1895  ,  Lab. Alp. Mar. 466
  - Lavandula spica var. delphinensis (Jord. ex Billot) Nyman , 1881, Consp. Fl. Eur. 572
  - Lavandula vera DC. , 1805  , Fl. Franç. Suppl.: 398
  - Lavandula vera var. angustifolia Ging. , 1826, Hist. Nat. Lavand. 147
  - Lavandula vera var. ligustica De Not. , 1844, Repert. Fl. Ligust. 313
  - Lavandula vulgaris Lam. , 1779, Fl. Franç. 2: 403

- Lavandula angustifolia subsp. pyrenaica (DC.) Guinea

- - Lavandula angustifolia var. pyrenaica (DC.) Masclans  , 1972, Collect. Bot. (Barcelona) 8: 98
  - Lavandula angustifolia var. turolensis (Pau) O.Bolòs & Vigo ,  1983, Collect. Bot. (Barcelona) 14: 95
  - Lavandula angustifolia subsp. turolensis (Pau) Rivas Mart. 	,  2002, Itinera Geobot. 15: 703
  - Lavandula officinalis var. faucheana (Briq.) Rouy  , 1909, Fl. France 11: 255
  - Lavandula officinalis var. pyrenaica (DC.) Chaytor 	,  1937, J. Linn. Soc., Bot. 51: 174
  - Lavandula pyrenaica DC. , 1815, Fl. Franç. 5: 398
  - Lavandula spica var. faucheana Briq. , 1895, Lab. Alp. Mar. 468
  - Lavandula spica var. pyrenaica (DC.) Nyman  , 1881, Consp. Fl. Eur. 572
  - Lavandula spica var. turolensis Pau  , 1928, Bol. Soc. Iber. Ci. Nat. 27: 170
  - Lavandula vera var. pyrenaica (DC.) Benth.  , 1833, Labiat. Gen. Spec. 149